# Al Arabiya
Al Arabiya (Arabisch: العربية) is een Saoedi-Arabische televisiezender die zich richt op de Arabische wereld. De zender is gevestigd in Dubai Media City, een vrijhandelszone in Dubai in de Verenigde Arabische Emiraten.
Als reactie op de kritiek die Al Jazeera heeft op de Saoedische koninklijke familie werd in 2002 Al Arabiya opgericht door leden van de Saoedische koninklijke familie. De meerderheid van de aandelen is in het bezit van het Middle East Broadcasting Center, waarin de Saoedische sjeik Waleed bin Ibrahim Al Ibrahim een van de sleutelfiguren is. Al Arabiya presenteert zich als een neutrale 24-uurszender, terwijl het aanvult geen problemen te willen veroorzaken voor Arabische landen: "We houden het bij de waarheid, maar er is geen sensationalisme." De zender brengt echter ook eigen scoops, waaronder controversiële vertoningen, zoals van gemaskerde mannen die dreigden leden te vermoorden van de regeringsraad die in Irak was aangesteld na de Irakoorlog. Dit leidde internationaal tot verontwaardiging en tot een verbod in Irak. Het kanaal wordt bekritiseerd voor het hebben van een "pro-Saoedische agenda".
De zender geeft verslag over nieuws, achtergronden, zakelijk nieuws, financiële markten en sport, en zendt verder talkshows en documentaires uit.